# 名前を呼ぶよ
「名前を呼ぶよ」（なまえをよぶよ）は、日本のバンド・SUPER BEAVERの通算15枚目のシングル。2021年7月7日にSony Recordsから発売された。

## 概要
前作「愛しい人」からおよそ2か月振りのシングル。
表題曲「名前を呼ぶよ」は、人気漫画及びテレビアニメの実写映画『東京リベンジャーズ』の主題歌となっている。漫画原作の実写映画の主題歌を担当するのは今作が初である。
カップリング曲は、2013年にリリースされた自身のミニアルバム『世界が目を覚ますのなら』に収録されていた「東京流星群」をセルフカバーしたものを収録している。SUPER BEAVERが過去の楽曲をセルフカバーするのは、アルバム『歓声前夜』に収録されている「シアワセ」、シングル『ハイライト/ひとりで生きていたならば』に収録されている「まわる、まわる」に続き三曲目。
初回限定生産盤には2021年1月に行われた豊洲PIT公演『SUPER BEAVER 15th Anniversary 都会のラクダSP 〜ラクダの決着、豊洲3本勝負！〜』の3公演の中から厳選されたライブ映像9曲を収録。さらに「名前を呼ぶよ」のMV映像を収録したDVDが付属する。

## 収録曲
1. 名前を呼ぶよ[4:38]
作詞・作曲：柳沢亮太 / 編曲：SUPER BEAVER
  - 映画「東京リベンジャーズ」主題歌
2. 東京流星群[4:10]
作詞：柳沢亮太・渋谷龍太 / 作曲：柳沢亮太 / 編曲：SUPER BEAVER
  - 2ndミニアルバム『世界が目を覚ますのなら』収録曲のセルフカバー

### 初回限定盤付属DVD
豊洲PIT公演「SUPER BEAVER 15th Anniversary 都会のラクダSP～ ラクダの決着、豊洲3本勝負! ～」厳選ライブ映像集
1. ハイライト
2. your song
3. 自慢になりたい
4. らしさ
5. ひとりで生きていたならば
6. ありがとう
7. 突破口
8. 予感
9. アイラヴユー

ミュージックビデオ
1. 名前を呼ぶよ(Music Video)